# Apogon quadrisquamatus
 Apogon quadrisquamatus és una espècie de peix de la família dels apogònids i de l'ordre dels perciformes.

## Morfologia
Els mascles poden assolir els 7 cm de longitud total.

## Distribució geogràfica
Es troba des del sud de Florida i les Bahames fins a São Paulo (Brasil).